# Barbara Juliane von Krüdener
Beate Barbara Juliane von Kruedener (en allemand moderne von Krüdener), née Juliane von Vietinghoff (22 novembre 1764, Riga – 25 décembre 1824, Karassoubazar, Crimée), baronne von Krüdener, est une femme de lettres allemande de la Baltique, sujette de l'Empire russe et d’expression française, connue en France sous le nom de Madame de Krüdener.

## Biographie

### Sa famille

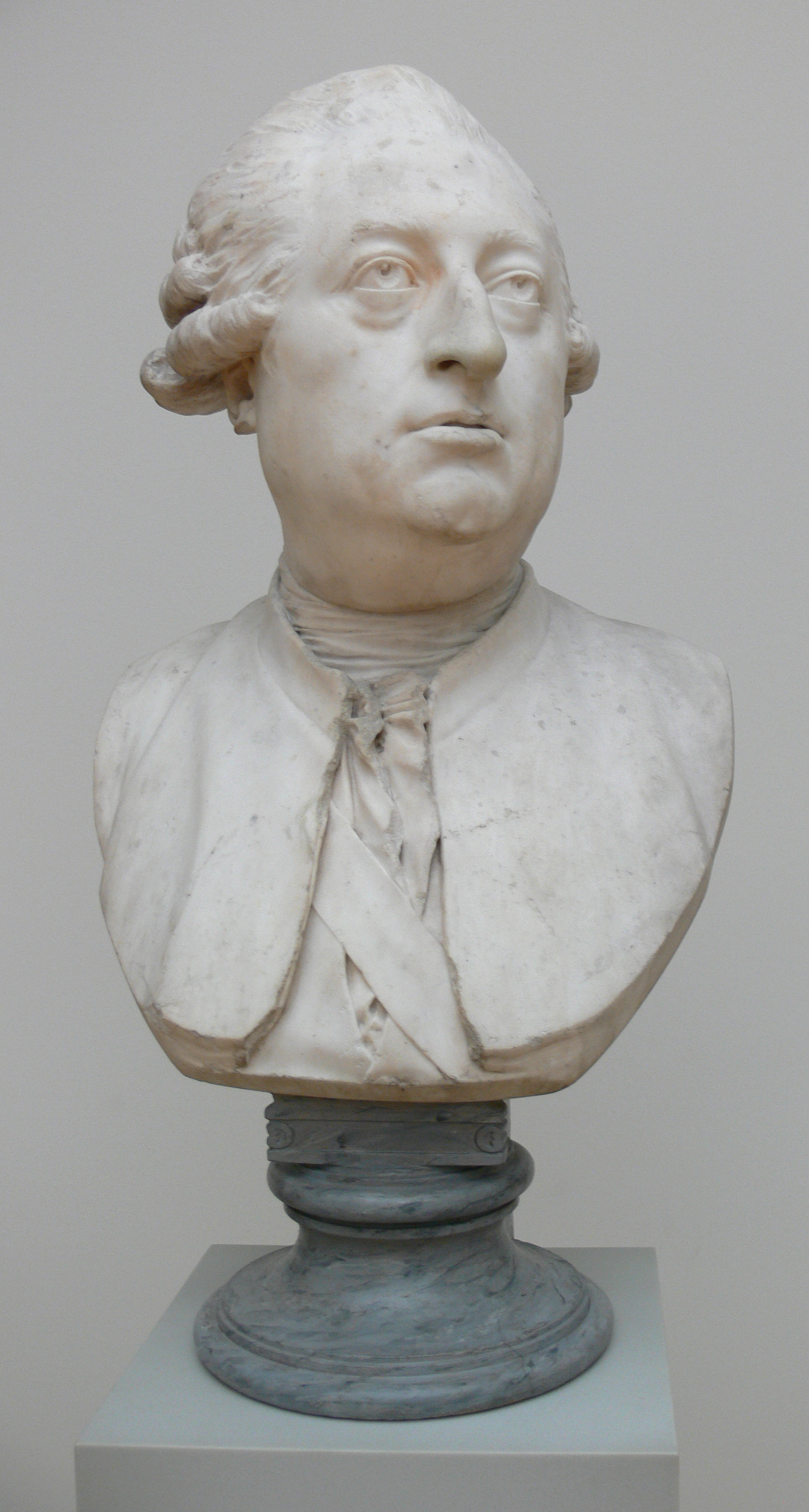
Son père, Otto Hermann von Vietinghoff.

Juliane von Vietinghoff est née dans une famille noble allemande de la Baltique, installés dans les pays baltes et occupant des fonctions importantes en Livonie et dans l'ensemble de la Russie impériale.
Elle est la fille du baron Otto Hermann von Vietinghoff (1722-1792), un ancien colonel, est premier conseiller d'État, sénateur, gouverneur de Riga et directeur général du collège médicinal (ministre de la santé) de toutes les Russies. Il est aussi l'un des deux conseillers pour la Livonie. C'est un homme riche et puissant.[réf. nécessaire] Sa mère est la comtesse Anna Ulrika de Münnich (1741-1811), fille d'Ernst de Munnich (1707-1788).

### Sa jeunesse

Le Duché de Courlande. La Livonie est une province russe à l'est du duché. La demeure familiale de Kosse est au sud de l'actuelle Estonie.

Juliane von Vietinghoff est élevée par une mère qui est une luthérienne très traditionaliste. Son père, Otto Hermann von Vietinghoff, est l'un des responsables de la franc-maçonnerie russe et un rationaliste convaincu.[réf. nécessaire] Il est en relation avec Buffon, Diderot, d'Alembert, Melchior Grimm.
Juliane étudie l'allemand et le français. Elle séjourne très souvent à Paris et à Strasbourg. Elle voyage beaucoup avec ses parents. Ils reçoivent à souper, outre des savants, de grands seigneurs de la cour de Versailles.

### Son mariage (1782)
Ses parents essaient de la marier à un grand propriétaire terrien, mais elle contracte la rougeole et délire. Elle tient des propos peu flatteurs sur son fiancé. Celui-ci retire sa parole.[réf. nécessaire]
Juliane von Vietinghoff rencontre le baron Burchard Alexis Konstantin von Krüdener (1744-1802), diplomate et ambassadeur de Russie en Courlande et se marie avec lui en 1782, au château familial de la mère du baron à Ramkau. Elle n'a que 17 ans.[réf. nécessaire] Krüdener est considéré comme un savant par ses camarades d'université. Diplomate à Paris, il devient l'ami de Jean-Jacques Rousseau[réf. nécessaire]. Ambassadeur de Russie en Courlande, Catherine II de Russie lui a demandé de préparer l'annexion de cette principauté.
Le 31 janvier 1784, ils ont un fils, Paul von Krüdener, qui naît à Mittau. Le grand-duc Paul, le futur tsar Paul Ier, est son parrain.
Après la naissance de son fils, Mme de Krudener se met à rédiger en français des journaux intimes. Écrire lui permet d'oublier l'échec de son ménage. Son mari a vingt ans de plus qu'elle. C'est un diplomate froid et réservé. Mme de Krudener est frivole, affectueuse, et veut qu'on s'intéresse à elle. Son extravagance est sans limite.[réf. nécessaire]
Néanmoins, elle accompagne le baron de Krudener à Venise (1786), Munich, et Copenhague (1787) et elle écrit à Bernardin de Saint-Pierre : Je suis unie à l'homme le plus estimable du monde, le plus jaloux de mon bonheur et le plus digne de votre amitié.
C'est au Danemark que naît sa fille Juliette von Krüdener. Elle a des problèmes de santé et décide qu'elle doit aller dans le midi de la France pour sa santé, avec sa fille et la fille de son mari. En 1787, elle peut ainsi se détacher de son mari pour passer à Paris, où elle rencontre à nouveau, faubourg Saint-Marceau, Bernardin de Saint-Pierre. Elle va vivre en tout vingt ans en France.
En 1790, elle séjourne à Montpellier, puis à Nîmes où sa belle-fille est attaquée par la foule, qui la prend pour une Anglaise. Elle y rencontre un jeune capitaine de cavalerie, le marquis et futur général de division, Charles Louis Joseph de Gau de Frégeville. Ils tombent amoureux l'un de l'autre. Les deux amants partent de la France révolutionnaire. Lui se déguise en laquais. Ils vont à Copenhague, où la baronne demande le divorce à son mari. L'ambassadeur refuse et essaie d'arranger un modus vivendi qui est facilité par le départ de Frégeville à la guerre.

### Retours auprès de sa famille
Cependant toutes ses manœuvres sont inutiles ; Mme de Krudener refuse de rester à Copenhague. Elle part en voyage, séjournant à Riga, au château familial, à Saint-Pétersbourg, où son père est devenu sénateur. Les retrouvailles sont endeuillées par la mort de son père en juillet 1792. Mme de Krudener est très choquée par son décès.
Elle séjourne à Kosse, la demeure familiale et est frappée par la misère de ses paysans. Elle crée des écoles, des dispensaires et les couvre de bienfaits avec une partie de l'héritage de son père.
Mme de Krudener va à Leipzig et en Suisse. Elle fréquente des Suisses célèbres, comme Madame Necker et des émigrés qui n'ont pas encore perdu leur joie de vivre d'avant 1789. C'est d'ailleurs en Suisse, entre 1796 et 1798, qu'elle rédige ses premiers manuscrits. Pensée d'une dame étrangère ou Pensées inédites de Madame de Krüdener est édité dans différents pays.
Fin 1799, Madame de Krudener rejoint  son mari à Berlin. Celui-ci occupe, dès la fin de l'année suivante, le poste de ministre de Russie[précision nécessaire]. Elle est toujours en retard aux cérémonies officielles et se plaint de l'étiquette de la cour de Prusse, du climat et de la maussaderie de ses habitants. Le roi de Prusse, sa femme ou la princesse Radziwill, n'apprécient pas du tout « son bel esprit ».
Ses difficultés d'argent continuent. Et le meurtre de l'empereur Paul Ier, protecteur du baron Krudener, fait que son poste d'ambassadeur est menacé. Il est ministre à Berlin, car il a évité une guerre avec la Prusse et organisé un très grand et beau bal pour la fille de l'empereur de Russie.
Fuyant toutes ces contrariétés, la baronne saisit l'occasion pour partir pour les bains de Teplitz. Elle fréquente là un certain nombre de princes russes ou allemands, dont les égards et l'empressement la change de l'atmosphère berlinoise. Son mari meurt le 14 juin 1802, sans jamais l'avoir revue.

### Après 1801

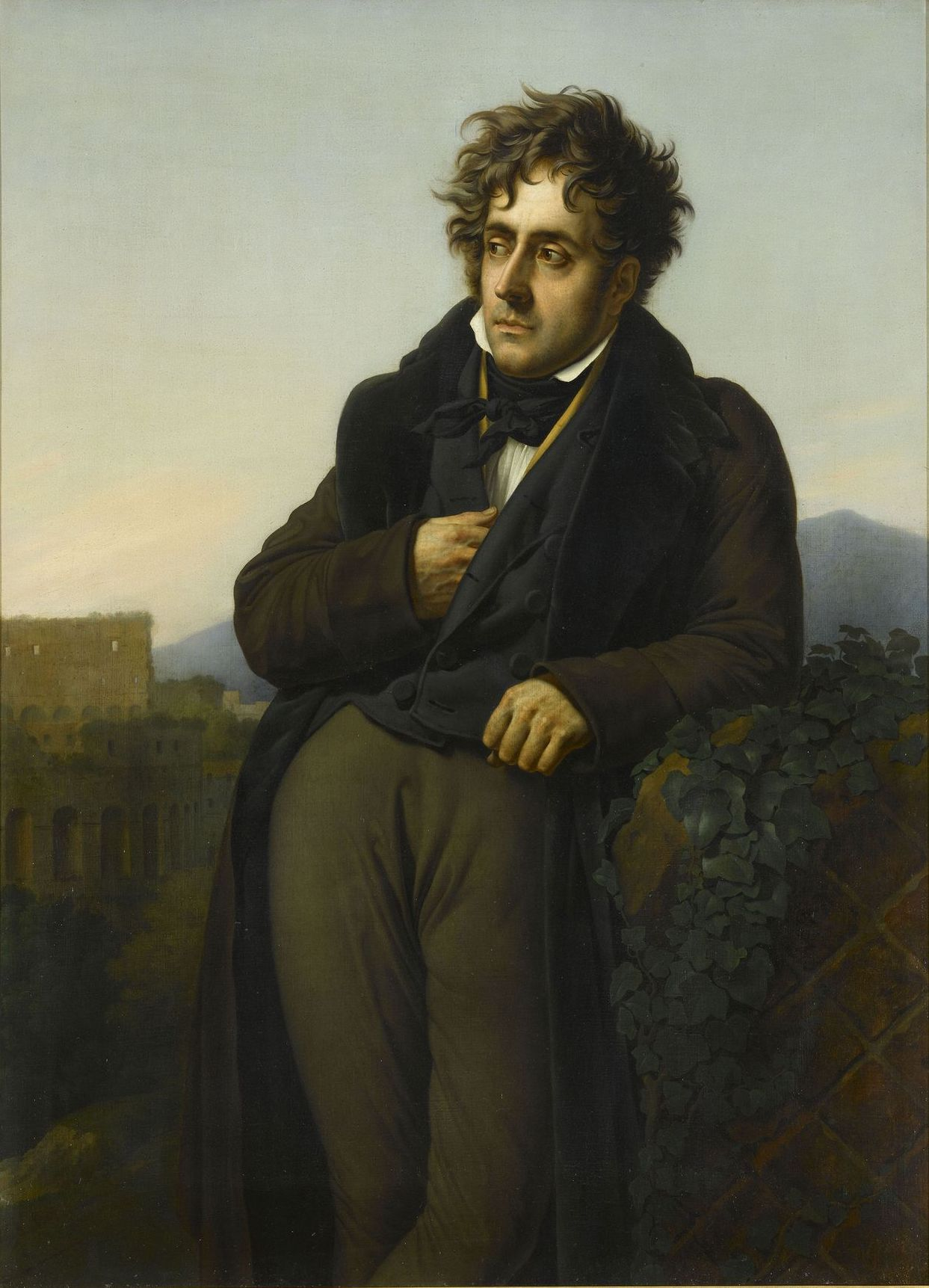
Chateaubriand préface Mémoires et pensées, fait éditer Valérie et, du temps de la Restauration, fréquente son salon et assiste à ses réunions religieuses.

Malgré les massacres de Septembre et la Terreur, la baronne ne paraît pas avoir cessé de voir dans Paris, une continuelle Athènes. Héritière du siècle des Lumières, et surtout de Jean-Jacques Rousseau, Madame de Krudener, aborde le seuil du XIXe siècle avec une sensibilité toute romantique. En septembre 1801, Mme de Krudener fait la connaissance de Madame de Staël à Coppet. Elle part la retrouver à Paris après la mort de son mari. Elle rencontre aussi Chateaubriand, Benjamin Constant, Alexandre de Tilly, et plusieurs autres écrivains français qui deviendront ses amis. La capitale connaît alors une période de paix et de renaissance brillante de la société et des lettres. En 1802, Sainte-Beuve la voit : « encore assez jeune et belle, délicieuse de grâce ; petite, blanche, blonde, de ces cheveux d'un blond cendré qui ne vont qu'à Valérie, avec des yeux d'un bleu sombre, un parler plein de douceur et de chant, comme c'est le charme des femmes livoniennes. »
Mémoires et pensées paraissent au Mercure de France en 1802 avec une préface de Chateaubriand. Valérie paraît en 1804, sans nom d'auteur, à Paris, grâce à l'aide de Chateaubriand. C'est son œuvre la plus connue, un roman épistolaire autobiographique qui lui vaut un succès immédiat dans les milieux littéraires parisiens.
Le nouvel empereur de toutes les Russies paie les dettes de son mari et lui fait cadeau d'une terre qui, jointe à la sienne, constitue une belle fortune.

### Sa conversion 1804
De retour à Riga, en 1804, Juliane von Krüdener, jusqu'ici très orgueilleuse, est sujette à une crise mystique qui la rapproche du piétisme. Une de ses connaissances tombe mourant à ses pieds en la revoyant. Elle est choquée, car elle est très fragile des nerfs et émotive. Elle trouve la paix intérieure auprès de son cordonnier, un disciple ardent des frères Moraves. À cela s'ajoute encore sa découverte du martinisme et de toute une littérature ésotérique et souvent contre-révolutionnaire qui vont nourrir ses « visions » et son imagination.
Madame de Krudener part faire une cure thermale aux bains de Wiesbaden. À Königsberg elle a un long entretien avec la reine Louise, et Adam Müller, un paysan très rustique, à qui « Dieu avait demandé d'indiquer une mission prophétique au roi Frédéric-Guillaume III de Prusse ». La défaite a métamorphosé la reine Louise. Madame de Krudener et elle passent leurs journées auprès des malades, des pauvres et surtout des blessés, qui sont innombrables. « La reine accueille avec joie les enseignements de Madame de Krudener ».
Pour le piétisme, Napoléon est l'antéchrist, et « la fin du monde est proche ». Cette croyance va se répandre dans les cours princières et dans la paysannerie. Cette conversion spirituelle l’amène à prêcher dans le sud de l'Allemagne, puis dans le nord de la Suisse et en Alsace, suivie de milliers de disciples.
Madame de Krüdener passe ces années de transition, tantôt visitant des frères Moraves, tantôt écoutant, à Karlsruhe, Jung Stilling, un pasteur un peu exalté. Elle rencontre un certain nombre d'aristocrates dans ces milieux, comme la princesse de Reuss, tante de la reine de Prusse, qui fuient les honneurs et le luxe et recherchent le bonheur pour eux et les pauvres et surtout Dieu, mais Madame de Krüdener se soucie avant tout des pauvres et de distribuer les dons de ses nouveaux amis, comme Charles Frédéric de Bade. Elle fréquente la cour dont les membres sont très flattés que l'auteur de Valérie vive à Karlsruhe.

### Une période d'errance et d'échecs
De l'autre côté de la frontière, dans le Wurtemberg, il n'en est pas de même. Ses courriers aux communautés de frères Moraves sont brûlés. Cela ne l'empêche pas de continuer son travail auprès des pauvres.
Elle trouve néanmoins le temps de terminer Lettres de quelques gens du monde. Elle écrit aussi à cette époque : Othilde ou Le Souterrain. La reine de Hollande la reçoit et elles parlent religion et de Valérie. Mme de Krudener ne veut pas entrer à son service. Elle parle pourtant avec enthousiasme de la reine de Hollande à la reine de Prusse.
Jung Stilling réussit à lui transmettre son admiration et ses connaissances des idées d'Emanuel Swedenborg. Elle part écouter les prophéties de Jean Frédéric Fontaines, dans les Vosges. Il est l'auteur, paraît-il, d'un miracle. Fontaines, moitié-charlatan, moitié-dupe, lui présente une prophétesse appelée Marie Gottliebin Kummer, dont les visions, soigneusement calculées pour ses intérêts pécuniaires, sont pris pour des miracles par la baronne.
Son rang, ses dons aux pauvres et son éloquence exubérante ont un grand impact sur les gens simples des campagnes. Et quand en 1809, les pasteurs décident de créer une communauté d'élus attendant l'arrivée du seigneur, beaucoup de paysans misérables vendent ou donnent leurs biens et suivent la baronne von Krüdener et le pasteur Fontaines dans le Wurtemberg. Ils sont expulsés du royaume. Elle est condamnée au pilori et à trois ans d'emprisonnement en tant qu'escroc. Pourtant elle dépense toute sa fortune pour convertir les pauvres. En 1809, il est évidemment dangereux de proclamer que Napoléon est une bête de l'apocalypse et il ne faut pas oublier que le roi du Wurtemberg doit son trône à l'Empereur des Français, son frère.
Ses errances continuent : à Lichtenthal, à Karlsruhe. Puis elle va à Riga, grâce à l'aide d'un négociant juif de Karlsruhe qui paie ses dettes et ses frais de voyage. Mme de Krudener est présente aux funérailles de sa mère le 24 janvier 1811.
Elle retourne à Karlsruhe au bout d'un an et peut rembourser les 10 000 écus, grâce à la succession de sa mère. L'influence de Fontaines, à qui « elle avait été religieusement mariée », s'affaiblit, et elle tombe sous celle de Johann Kaspar Wegelin (1766-1833), un marchand de tissus très mystique de Strasbourg.

### Les foules et les princes
Les foules désormais viennent la voir de loin et sa venue s'accompagne d'une épidémie de visions et de prophéties. En 1811, une comète leur fait croire que la fin du monde est proche. En 1812, elle est à Strasbourg, où elle rend de nombreuses visites à Jean-Frédéric Oberlin, le célèbre pasteur de Waldersbach. Elle a réussi à convertir Adrien de Lezay-Marnésia, le préfet du Bas-Rhin, qui donne trente mille francs à Oberlin pour les pauvres de sa paroisse.
Outre-Rhin, elle rencontre Jean-Paul Richter, Achim von Arnim, Schenkendorf et Zacharias Werner. En 1813, elle est à Genève, où elle crée une communauté dirigée par Henri Louis Empeytaz. Elle prévoit entre autres le retour de Napoléon de l'île d'Elbe.
En septembre 1814, elle va à Waldersbach, où Empeytaz l'avait précédée ; et à Strasbourg, où ils sont reçus par Franz Karl von Berckheim. À Karlsruhe, elle fréquente Désirée Clary, devenue reine de Suède, la reine Hortense et son frère, Eugène de Beauharnais, le vice-roi d'Italie.
L'impératrice Élisabeth de Russie vient la voir à Karlsruhe. Elle-même, et les dames piétistes de son entourage, espèrent que l'empereur Alexandre trouvera la paix intérieure en rencontrant Madame de Krudener, paix qu'une entrevue avec Jung-Stilling ne lui a pas apportée. La baronne de son côté a écrit des lettres à la princesse Stourdza, sœur du secrétaire roumain des tsars, la priant d'obtenir une entrevue.
La baronne s'installe à Schlüchtern, une enclave du Royaume de Bade au Wurtemberg, au printemps de 1815. Elle essaie de persuader les paysans de vendre tous leurs biens et de venir la rejoindre. Certains partent pour le Caucase, car leurs pasteurs leur disent que les Juifs vont retourner en Terre sainte et ils veulent se rapprocher de Jérusalem.
L'empereur Alexandre établit son quartier général, le 4 juin, près de sa demeure d'Heilbronn. Elle le rencontre tard dans la nuit. Pendant trois heures, la prophétesse lui prêche son étrange évangile. L'homme le plus puissant d'Europe s'assoit, met son visage au creux de ses mains, sanglotant comme un enfant et puis enfin il lui déclare qu'il a retrouvé la paix.
Elle a aussi une influence spirituelle sur la reine Louise de Prusse, la reine Hortense et la princesse Stéphanie de Beauharnais.[réf. nécessaire]

### La Restauration
Au moment des Cent-Jours, elle demande au tsar Alexandre, son souverain, d'assumer le rôle d'« élu de Dieu » et, comme tel, de prendre la direction d'une nouvelle Église chrétienne régénérée et lavée des atrocités de la Révolution et de l'Empire.
Sa mystique interconfessionnelle combine le social au politique dans une perspective éminemment eschatologique. Fortement influencée par les Frères moraves, elle déclare l'urgence de réformer la société en direction de plus de justice car Napoléon Bonaparte serait la Bête de l'Apocalypse, l'Antéchrist qui récupère l'étendard de la justice pour instaurer le royaume du Mal.
À la demande du tsar, elle le suit à Heidelberg. Elle assiste à ses côtés à la grande revue de l'armée russe dans la plaine des Vertus, en Champagne et puis à Paris où les troupes russes sont cantonnées. Elle loge à l'hôtel Montchenu, juste à côté du quartier général impérial situé au palais de l'Élysée. Une porte privée relie les deux demeures et chaque soir l'empereur participe aux prières et aux réunions dirigées par la baronne et Empeytaz. La baronne de Krüdener semble jouer alors un certain rôle politique auprès de l'élite européenne de l'époque.[réf. nécessaire]
Madame de Krudener tient aussi un salon littéraire au faubourg Saint-Honoré qui devient célèbre à Paris. Il est fréquenté par Chateaubriand, Madame de Staël, Madame Récamier, Garat, Suard, l'intendant d'André, Benjamin Constant, Bérenger, Bernardin de Saint-Pierre, Madame de Lézay-Marnésia, M. de Gérandon, un proche d'Ampère. Parmi eux se glisse le pasteur suisse Empeytaz, son directeur spirituel. Chateaubriand, Benjamin Constant, Madame Récamier, la duchesse de Bourbon, et Benjamin Constant sont attirés par le piétisme.  Elle s'entoure également des magnétiseurs Puységur et Bergasse.  Ce dernier reçoit plusieurs fois sa visite en compagnie du tsar Alexandre. Chateaubriand se détachera rapidement de Mme de Krudener.
Madame de Krudener convainc le tsar de la nécessité d'appliquer les préceptes chrétiens à la politique, et l'incite à former une Sainte-Alliance, qu'elle baptise elle-même de ce nom (1815), mais ses buts sont la défense de la paix à tout prix et le soutien à des empires multinationaux face aux particularismes nationaux.

### La fin de sa vie
Juliane retourne dans le sud de l'Allemagne, la Suisse et l'Alsace où elle essaie à nouveau de convertir les masses en particulier par des soupes populaires. La partie nord de la Suisse est très pauvre. Mme de Krudener s'y rend pour soulager la misère de tant d'affamés. Elle parcourt l'Allemagne avec trois cents pasteurs et fidèles. Cette mission est dénoncée par Metternich et les cantons suisses, comme « l'instrument des révolutionnaires les plus dangereux », et Mme de Krudener est reconduite de brigade de police en brigade de police jusqu'en Russie.
Mme de Krudener retourne à Riga en 1818 avant de s'installer à Saint-Pétersbourg. Son influence à la fois politique et religieuse sur l'aristocratie russe est grande. Toutefois, l'empereur de Russie refuse désormais de la rencontrer. Lors de la Guerre d'indépendance grecque, elle prêche à Saint-Pétersbourg la croisade contre les Turcs, mais le tsar s'oppose à ses vues et lui demande dans une longue lettre de quitter la ville.
En mai 1824, Mme de Krudener part pour la Crimée, pour une cure thermale en compagnie de sa fille, de son gendre, le baron de Berckheim, et de la princesse Anna Galitzine.
Mme de Krudener est donc presque rejetée par les autorités impériales, alors qu'elle a dépensé une partie de sa fortune pour convertir et aider les pauvres. C'est dans cette sorte de déchéance qu'elle décède à Karassoubazar le 25 décembre 1824, à l'âge de 60 ans, dans une colonie de Suisses venus s'établir en Crimée.
Certains en feront une sainte, d'autres une folle, après sa mort. La duchesse d'Abrantès ne s'intéressera pas qu'à son côté mystique et écrira : « Madame de Krüdener est une des femmes les plus remarquables, comme talent. » En tous les cas à une époque où la plupart des femmes sont soumises à leurs maris, Mme de Krudener est une femme qui eut une grande influence sur les hommes.
La princesse Anna Galitzine, un instant influencée par les idées de la baronne, redevient favorable aux idées de Voltaire, et c'est le cas de beaucoup de ses proches [référence nécessaire].

### Sa descendance
- Juliette von Krüdener (1787-1865), épouse Franz Karl von Berckheim (1785-1836), baron, maître des requêtes et commissaire-général de police ;
- Paul von Krüdener (1784-1858), attaché à l'ambassade russe à Paris en 1804. Secrétaire d'ambassade en France en 1812, il est arrêté sur ordre de Napoléon. Chargé d'affaires de la Russie en Suisse ;
- Juliette von Krüdener (1825–1915), femme de lettres.

### Œuvres
- Autour de Valérie. Œuvres de Mme de Krüdener., présentées par Michel Mercier, Francis Ley et Elena Gretchanaia. Paris, Honoré Champion, 2007  (ISBN 978-2-7453-1409-3)
- Valérie, ou, Lettres de Gustave de Linar à Ernst de G…, Paris, Klincksieck, 1983  (ISBN 2-252-01633-7)
- Valérie sur Gallica . http://www.gutenberg.org/ebooks/26825
- Pensée d'une dame étrangère ou Pensées inédites de Madame de Krüdener (1799)
- 1785 - 1807, Lyon, Univ. Lyon II, CNRS, 1976
- Géraldine I, une version autobiographique de sa liaison avec le comte Adrien de Lezay-Marnésia.
- Alexis, ou Histoire d’un soldat russe,
- La Cabane des lataniers, inspiré de Paul et Virginie,
- Élisa, ou l’Éducation d’une jeune fille
- Les Malheurs de l’Helvétie
- Pensées et maximes.